# 당산역
당산역(Dangsan Staion, 堂山驛)은 대한민국 서울특별시 영등포구에 위치한 2, 9호선의 환승역이다. 서울 지하철 9호선은 샛강 하저터널로 국회의사당역과 연결된다. 서울 지하철 2호선은 이 역에만 지상 구간이다.

## 역사
- 1984년 5월 22일 : 서울 지하철 2호선 서울대입구역~을지로입구역 구간 연장 개통과 함께 영업 개시
- 1997년 1월 1일 : 당산철교 철거 시작됨
- 1999년 11월 22일 : 당산철교 재개통으로 당산역~합정역 구간 운행 재개
- 2009년 7월 24일 : 서울 지하철 9호선 개화역~신논현역 구간 개통과 함께 환승역이 됨

## 역 구조
서울 지하철 2호선은 2면 2선 상대식 승강장, 서울 지하철 9호선은 1면 2선의 섬식 승강장을 갖추고 있으며, 두 노선 승강장 모두 스크린도어가 설치돼 있다.

### 2호선 승강장
| 영등포구청 ↑ |
| \| 하        |
| ↓ 합정       |

| 상행 | ● 서울 지하철 2호선 | 합정 · 홍대입구 · 신촌 · 시청 방면     |
| 하행 | ● 서울 지하철 2호선 | 영등포구청 · 신도림 · 사당 · 강남 방면 |

### 9호선 승강장
| 선유도 ↑                   |
| 상 하 \|                   |
| ↓ 국회의사당(한국산업은행) |

| 하행 | ● 서울 지하철 9호선 | 일반 · 급행 염창 · 가양 · 마곡나루 · 김포공항 · 개화 방면    |
| 상행 | ● 서울 지하철 9호선 | 일반 · 급행 여의도 · 신논현 · 종합운동장 · 중앙보훈병원 방면 |

## 역 주변
- 서울당서초등학교
- 당산서중학교
- 당산119안전센터
- 당산철교
- 롯데마트 맥스 영등포점
- 선유고등학교
- 당산중학교
- 선유중학교
- 서울선유초등학교
- 서울영동초등학교
- 한강시민공원
- 선유도공원(연결 출입구 이용)
- 서울현대전문학교
- 한국장애인고용공단 서울남부발달장애인훈련센터

## 2호선 당산역 충돌 사고
당산철교 재시공에 따라 당산역이 임시 종착역 기능을 수행했던 시기인 1999년 4월 22일, 3호선에서 이적한 광폭형 GEC 초퍼 전동차 278편성(열차번호 2226호)이 당산역에 정차하지 못하고 승강장 끝 차단막과 충돌하는 오버런 사고가 발생해 열차가 추락할 뻔했던 사고이다. 당시 서울지하철공사의 노조 파업 때문에 대체 근무자를 투입했는데, 해당 열차의 기관사가 대체 근무 중 피로가 누적되어 졸음운전을 했던 것이 원인으로 밝혀졌다. 이 사고로 열차가 파손됐으며, 승객 3명이 부상을 입었다.

## 환승 통로
서울 지하철 2호선은 지상에, 서울 지하철 9호선은 지하 깊은 곳에 있어서 환승 통로에 있는 에스컬레이터의 길이가 48m로 매우 길다. 대구 도시철도 3호선이 개통하기 전에는 이 역의 환승 통로 에스컬레이터가 전국 도시철도 역들 중 가장 길었으나 대구 도시철도 3호선 청라언덕역이 개통하면서 순위가 바뀌었다. 청라언덕역 환승 통로에 이 역보다 더 긴 57m짜리 에스컬레이터가 설치되었다. 하지만 2024년 8월에 별내선 구리역 환승 통로 에스컬레이터가 청라언덕역 환승 통로 에스컬레이터보다 더 긴 65m가 설치됨에 따라 2위로 바뀌었다. (구리역이 1위, 청라언덕역이 2위, 이 역이 3위)

## 사진

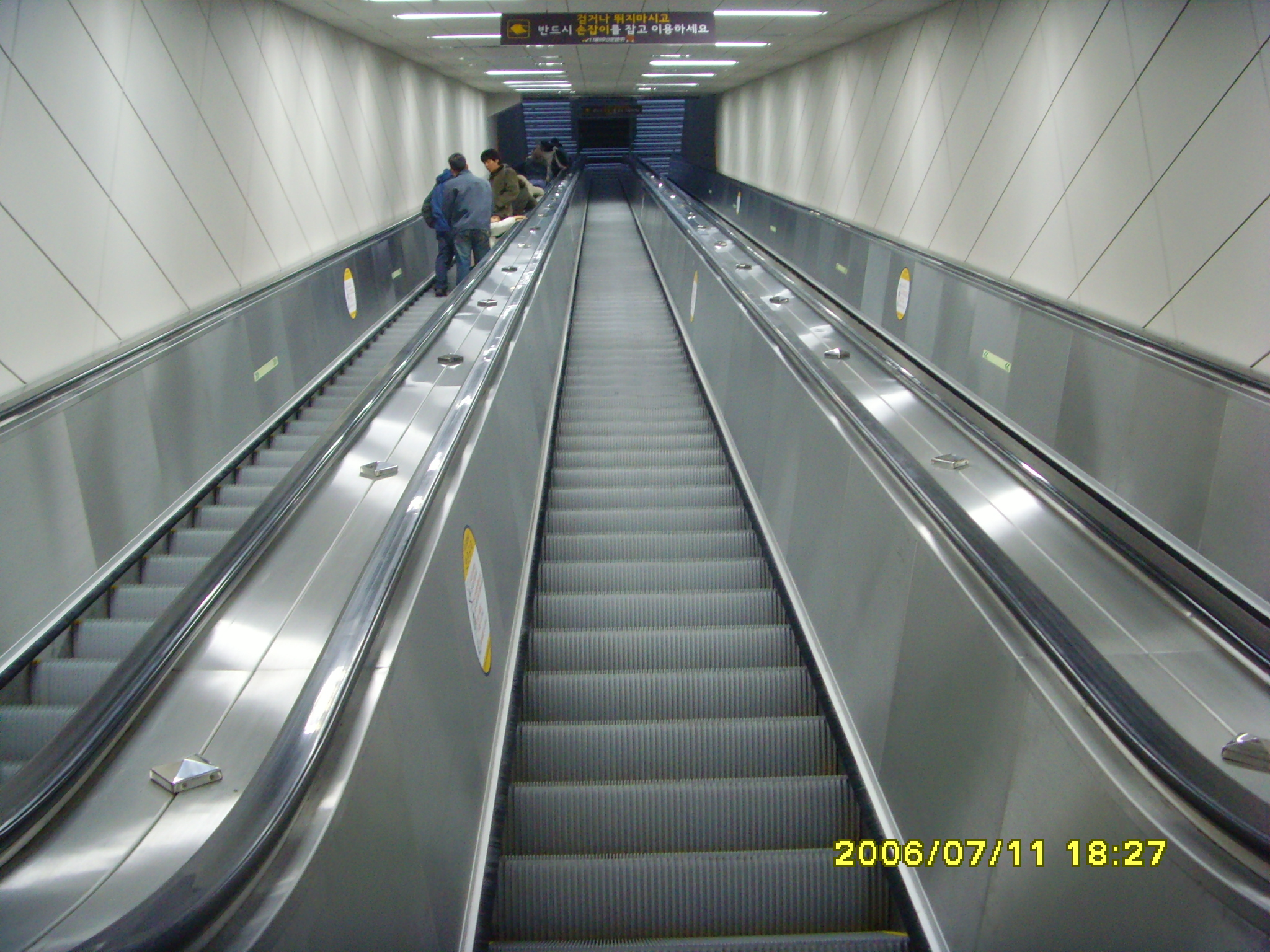
9호선-2호선 환승 통로
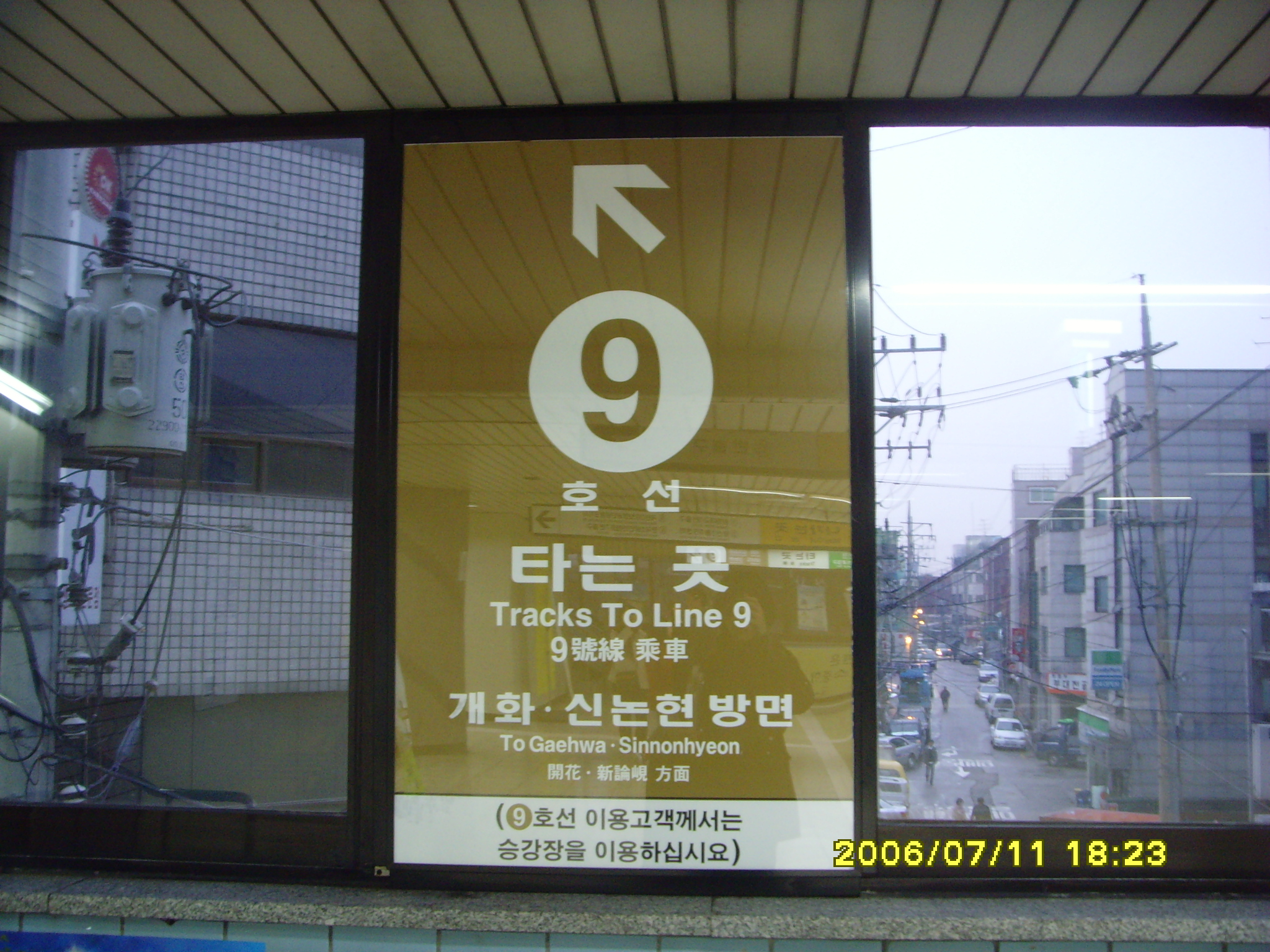
2호선의 환승 안내
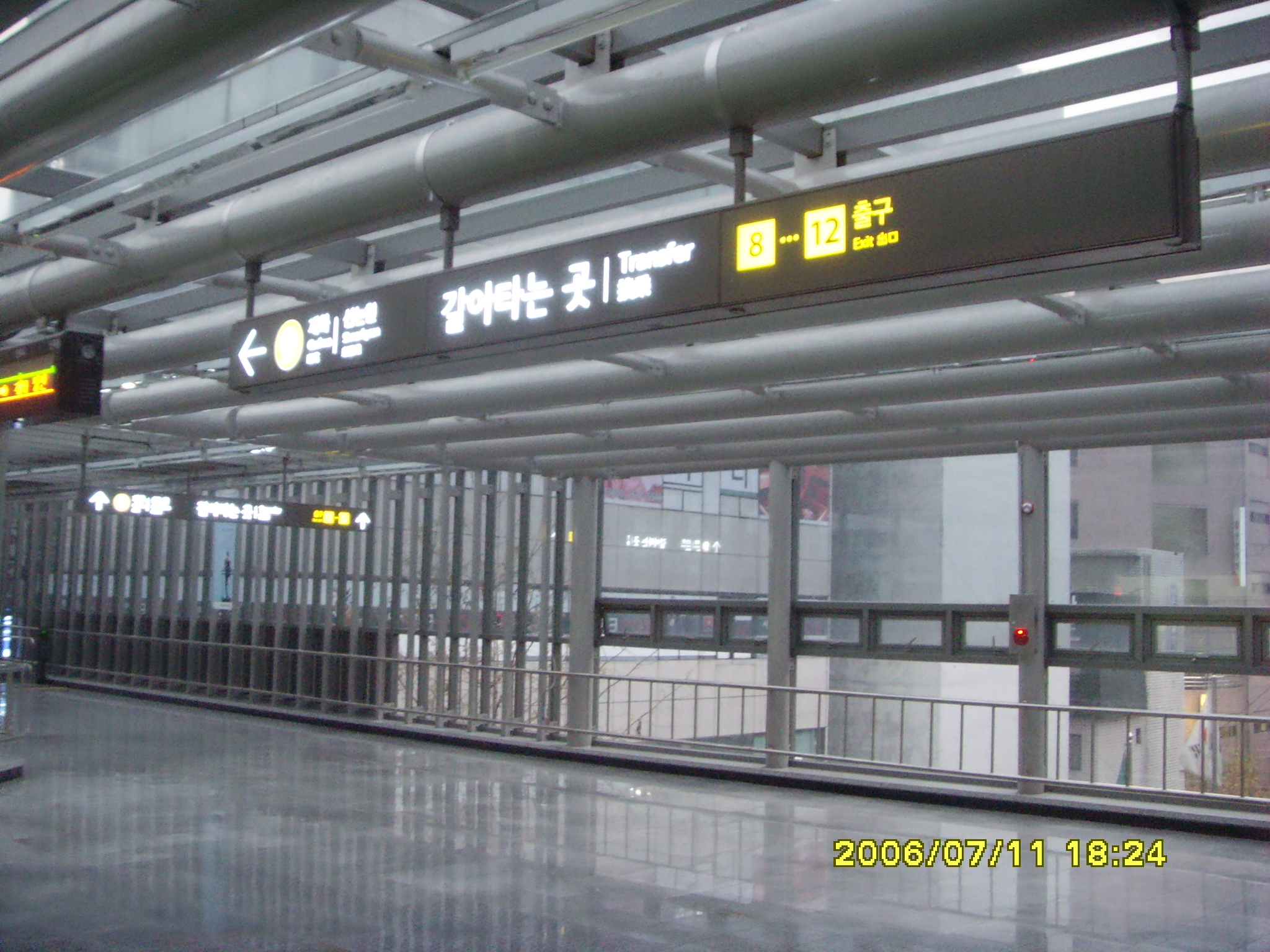
2호선의 환승 안내
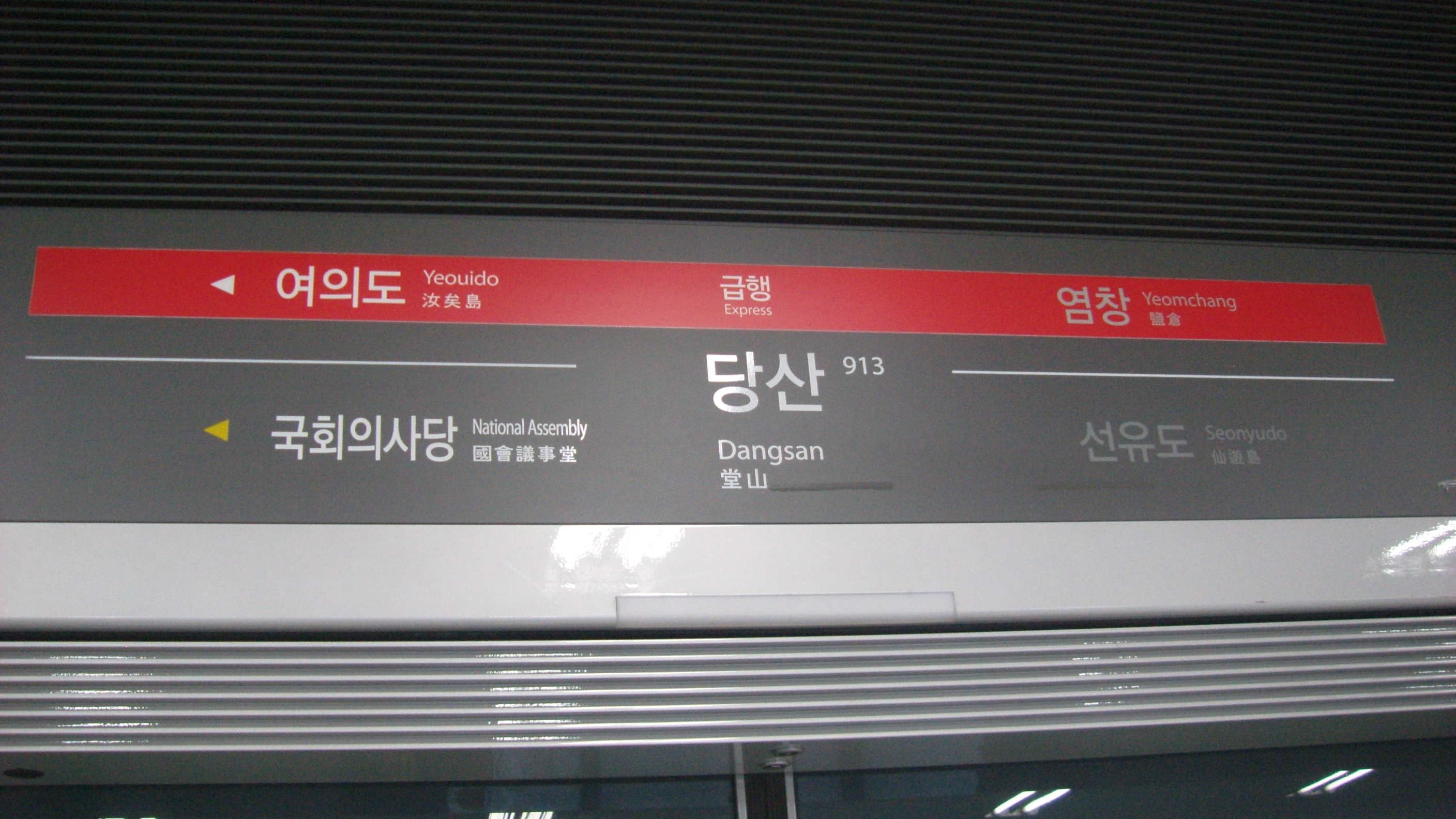
9호선 중앙보훈병원 방향/급행 승강장 스크린도어 역명판
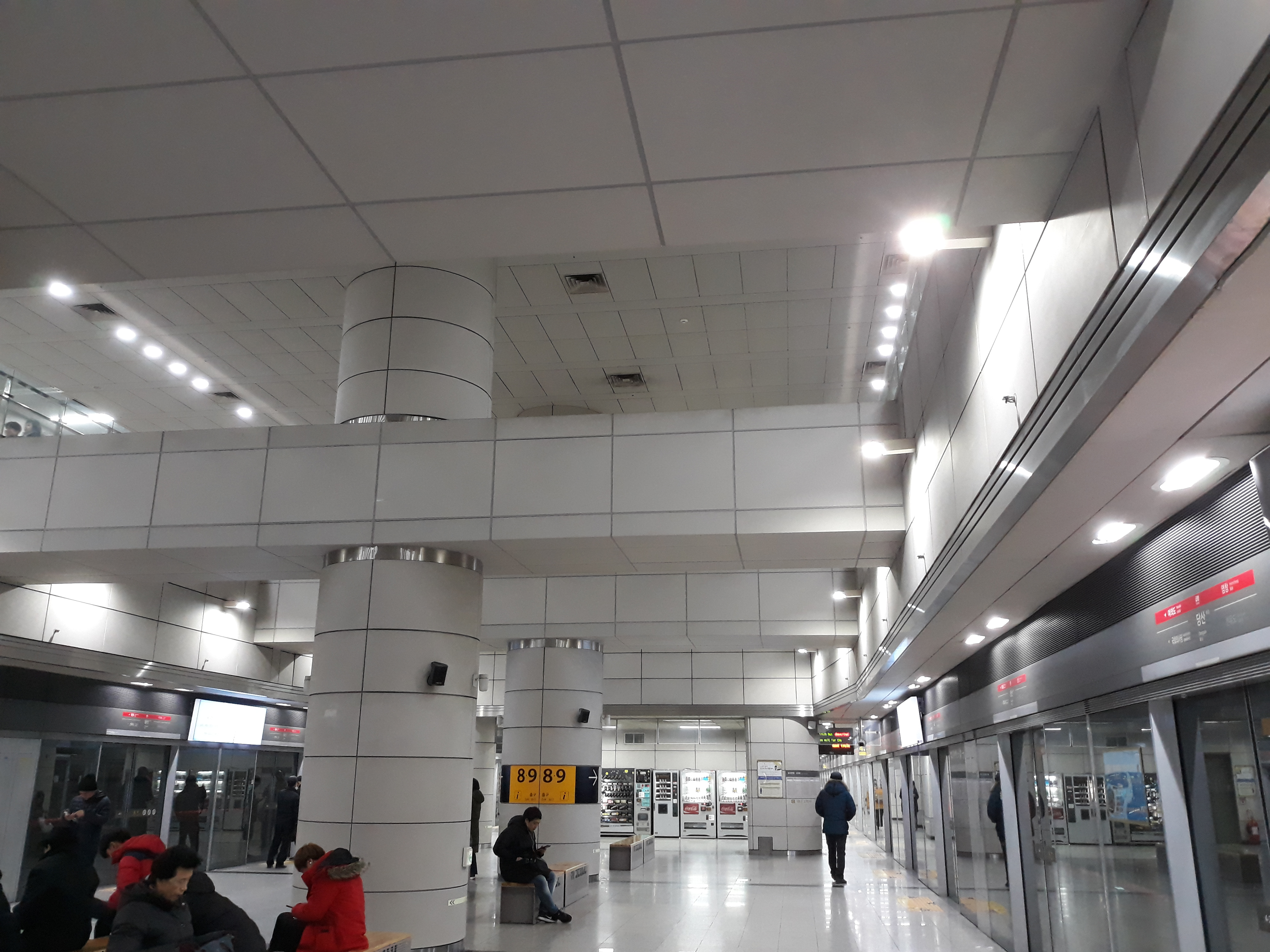
9호선 승강장(개화 방향/김포공항 급행(좌), 중앙보훈병원 방향/급행(우))

## 이용객 변동
9호선의 2009년 자료는 개통일인 2009년 7월 24일부터 12월 31일까지인 161일치만이 반영된 것이다.
| 노선  | 노선    | 일평균 인원수 (명/일) | 일평균 인원수 (명/일) | 일평균 인원수 (명/일) | 일평균 인원수 (명/일) | 일평균 인원수 (명/일) | 일평균 인원수 (명/일) | 일평균 인원수 (명/일) | 일평균 인원수 (명/일) | 일평균 인원수 (명/일) | 일평균 인원수 (명/일) | 각주  |
| 노선  | 노선    | 2000년                | 2001년                | 2002년                | 2003년                | 2004년                | 2005년                | 2006년                | 2007년                | 2008년                | 2009년                | 각주  |
| ----- | ------- | --------------------- | --------------------- | --------------------- | --------------------- | --------------------- | --------------------- | --------------------- | --------------------- | --------------------- | --------------------- | ----- |
| 2호선 | 승차    | 33,445                | 36,672                | 38,500                | 36,942                | 37,766                | 38,943                | 38,821                | 39,039                | 39,181                | 35,701                | [ 4 ] |
| 2호선 | 하차    | 31,798                | 34,692                | 36,619                | 35,195                | 35,244                | 36,036                | 36,515                | 36,851                | 37,150                | 35,029                | [ 4 ] |
| 2호선 | 승·하차 | 65,243                | 71,364                | 75,119                | 72,137                | 73,009                | 74,979                | 75,336                | 75,890                | 76,330                | 70,731                | [ 4 ] |
| 9호선 | 승차    | 미개통                | 미개통                | 미개통                | 미개통                | 미개통                | 미개통                | 미개통                | 미개통                | 미개통                | 27,846                | [ 5 ] |
| 9호선 | 하차    | 미개통                | 미개통                | 미개통                | 미개통                | 미개통                | 미개통                | 미개통                | 미개통                | 미개통                | 27,570                | [ 5 ] |
| 노선  | 노선    | 2010년                | 2011년                | 2012년                | 2013년                | 2014년                | 2015년                | 2016년                | 2017년                | 2018년                |                       |       |
| 2호선 | 승차    | 26,725                | 27,212                | 25,324                | 24,247                | 24,244                | 23,016                | 21,834                | 21,355                | 21,338                |                       |       |
| 2호선 | 하차    | 27,738                | 28,405                | 26,783                | 26,100                | 26,130                | 25,282                | 24,564                | 24,081                | 23,878                |                       |       |
| 2호선 | 승·하차 | 54,463                | 55,617                | 52,107                | 50,347                | 50,374                | 48,298                | 46,398                | 45,436                | 45,216                |                       |       |
| 9호선 | 승차    | 34,110                | 36,836                | 41,114                | 44,994                | 47,379                | 47,878                | 48,715                | 49,476                | 50,245                |                       |       |
| 9호선 | 하차    | 35,033                | 37,492                | 41,677                | 45,846                | 48,314                | 49,300                | 50,366                | 51,080                | 51,830                |                       |       |

## 인접한 역
| 서울 지하철 2호선       | 서울 지하철 2호선        | 서울 지하철 2호선                |
| ----------------------- | ------------------------ | -------------------------------- |
| 236 영등포구청 외선순환 | ● 서울 지하철 2호선      | 238 합정 내선순환                |
| 서울 지하철 9호선       |                          |                                  |
| 910 염창 김포공항 방면  | ● 서울 지하철 9호선 급행 | 915 여의도 중앙보훈병원 방면     |
| 912 선유도 개화 방면    | ● 서울 지하철 9호선 일반 | 914 국회의사당 중앙보훈병원 방면 |